# Ramseur
Ramseur is een plaats (town) in de Amerikaanse staat North Carolina, en valt bestuurlijk gezien onder Randolph County.

## Demografie
Bij de volkstelling in 2000 werd het aantal inwoners vastgesteld op 1588.
In 2006 is het aantal inwoners door het United States Census Bureau geschat op 1708, een stijging van 120 (7.6%).

## Geografie
Volgens het United States Census Bureau beslaat de plaats een oppervlakte van
4,3 km², waarvan 4,2 km² land en 0,1 km² water. Ramseur ligt op ongeveer 150 m boven zeeniveau.

## Plaatsen in de nabije omgeving
De onderstaande figuur toont nabijgelegen plaatsen in een straal van 16 km rond Ramseur.